# I. B třída Ústeckého kraje
I. B třída Ústeckého kraje patří společně s ostatními prvními B třídami mezi sedmé nejvyšší fotbalové soutěže v Česku. Je řízena Ústeckým krajským fotbalovým svazem. Hraje se každý rok od léta do jara se zimní přestávkou. V sezóně 2015/2016 se dělí na tři skupiny (A, B a C), skupina A má 14 účastníků, skupiny B a C po 13. Hrají ji týmy z oblasti Ústeckého kraje, každý s každým hraje jednou na domácím hřišti a jednou na hřišti soupeře. Celkem se tedy hraje 26 kol ve skupině A a 24 kol v ostatních skupinách. Vítězem se stává tým s nejvyšším počtem bodů v tabulce a postupuje společně s týmem na druhé příčce do I. A třídy. Poslední dva týmy sestupují do II. třídy příslušného okresu.
- skupina A – hrají zde týmy z okresů Děčín, Ústí nad Labem a Teplice
- skupina B – hrají zde týmy z okresů Litoměřice, Louny a Teplice
- skupina C – hrají zde týmy z okresů Most, Chomutov a Louny

## Vítězové

### 1. B třída skupina A
| Ročník    | Vítězný tým                                          |
| --------- | ---------------------------------------------------- |
| 2003/2004 | TJ Sokol Vrbice-Vetlá                                |
| 2004/2005 | ASK Lovosice                                         |
| 2005/2006 | FK Česká Kamenice                                    |
| 2006/2007 | FK Junior Děčín                                      |
| 2007/2008 | TJ Libouchec                                         |
| 2008/2009 | TJ Mojžíř                                            |
| 2009/2010 | SK Březiny                                           |
| 2010/2011 | Sokol Srbice                                         |
| 2011/2012 | FK Jiskra Velké Březno                               |
| 2012/2013 | FK Mikulášovice                                      |
| 2013/2014 | SK Brná                                              |
| 2014/2015 | SK Pronako Hostovice                                 |
| 2015/2016 | FK Chuderov                                          |
| 2016/2017 | FK Chuderov                                          |
| 2017/2018 | FK Chuderov                                          |
| 2018/2019 | SK Plaston Šluknov                                   |
| 2019/2020 | SK Viktorie Ledvice - Nedohráno z důvodu Covid-19    |
| 2020/2021 | FK Český Lev Neštěmice - Nedohráno z důvodu Covid-19 |
| 2021/2022 | SK Černovice                                         |
| 2022/2023 | TJ Proboštov                                         |
| 2023/2024 |                                                      |

### 1. B třída skupina B
| Ročník    | Vítězný tým                              |
| --------- | ---------------------------------------- |
| 2003/2004 | FK Brandov                               |
| 2004/2005 | Podřipan Rovné                           |
| 2005/2006 | TJ Baník Modlany                         |
| 2006/2007 | TJ Sokol České Kopisty                   |
| 2007/2008 | TJ Krupka                                |
| 2008/2009 | TJ Sokol Pokratice – Litoměřice          |
| 2009/2010 | SK Roudnice nad Labem „B“                |
| 2010/2011 | SK Hrobce                                |
| 2011/2012 | TJ Středohor Dobroměřice                 |
| 2012/2013 | FK Travčice                              |
| 2013/2014 | SK Bezděkov                              |
| 2014/2015 | FK SEKO Louny „B“                        |
| 2015/2016 | FK Libochovice                           |
| 2016/2017 | TJ Slavoj Bohušovice                     |
| 2017/2018 | SK Roudnice nad Labem                    |
| 2018/2019 | SK Liběšice                              |
| 2019/2020 | FK Blažim - Nedohráno z důvodu Covid-19  |
| 2020/2021 | FK Duchcov - Nedohráno z důvodu Covid-19 |
| 2021/2022 | TJ Nové Sedlo                            |
| 2022/2023 | SK Strupčice                             |
| 2023/2024 |                                          |

### 1. B třída skupina C
| Ročník    | Vítězný tým               |
| --------- | ------------------------- |
| 2004/2005 | TJ Kopisty                |
| 2005/2006 | SK Ervěnice – Jirkov      |
| 2006/2007 | TJ Kopisty                |
| 2007/2008 | FK Postoloprty            |
| 2008/2009 | FK Klášterec nad Ohří     |
| 2009/2010 | SK Havran Kryry           |
| 2010/2011 | Baník Březenecká Chomutov |
| 2011/2012 | TJ Baník Osek             |
| 2012/2013 | TJ Sokol Obrnice          |
| 2013/2014 | FK Slavoj Žatec „B“       |
| 2014/2015 | Sokol Údlice              |
| 2015/2016 | TJ Kopisty                |
| 2016/2017 | FK Vroutek                |
| 2017/2018 | TJ Sokol Obrnice          |
| 2018/2019 | SK Černovice              |
| 2019/2020 | nehrálo se                |
| 2020/2021 | nehrálo se                |
| 2021/2022 | nehrálo se                |
| 2022/2023 | nehrálo se                |
| 2023/2024 | nehrálo se                |